# Aitch

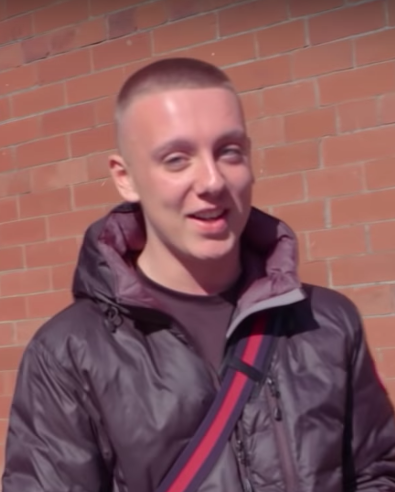
Aitch, 2018

Aitch (* 9. Dezember 1999 in Manchester; eigentlicher Name Harrison Armstrong) ist ein britischer Rapper. Seit 2019 ist er vorwiegend in seiner Heimat erfolgreich. 2022 wurde er auch im deutschsprachigen Raum bekannt durch seine Beteiligung am Nummer-eins-Hit Bamba von Rapper Luciano.

## Biografie
Harrison Armstrong begann während der Schulzeit gelegentlich als Freestyle-Rapper aufzutreten und machte so die Labels auf sich aufmerksam. Sein Rappername Aitch ist die Aussprache seines Namensinitials H. Er unterschrieb bei Northern Quarterz Entertainment und brachte 2017 seine erste EP On Your Marks heraus. Im Jahr darauf hatte er mit dem Stück Straight Rhymez seinen ersten Hit mit über 12 Millionen Aufrufen. Dies brachte ihm die Aufmerksamkeit von BBC-Radio-DJ Kenny Allstar und Anfragen für eine Zusammenarbeit von etablierten Rappern wie Skepta, Wiley und Stormzy. Bei Tophits wie Take Me Back to London von Ed Sheeran und Keisha & Becky von Russ Millions & Tion Wayne war er an Remix-Versionen beteiligt und mit Jaykae zusammen kam er im Mai 2019 erstmals in die UK-Charts. Bei Strike a Pose von Young T & Bugsey war er an dem Top-10-Hit beteiligt.
Im August erschien dann als Vorabsingle zu seinem zweiten Album sein eigenes Stück Taste (Make It Shake). Es erreichte Platz 2 der Charts und Platin-Status mit Aufrufen über 25 Millionen. Das Album Aitch2O stieg auf Platz 3 der Albumcharts ein. Mit Buss Down enthielt es eine weitere Top-10-Single. Der Erfolg brachte ihm eine Nominierung als Best New Artist bei den Brit Awards 2020 und die Auszeichnung als Rising Star bei den Global Awards der britischen Radiostationen.
Anfang 2020 brachten Kollaborationen mit Digdat bei Ei8ght Mile und mit AJ Tracey und Tay Keith bei Rain Aitch zwei weitere Male in die Top 10. Rain wurde auch in sein drittes Album Polaris aufgenommen, das bereits im Juni 2020 erschien und Platz 7 erreichte.
Am 19. August 2022 veröffentlichte Aitch mit Ed Sheeran den Song My G und erreichte Platz 6. Den Song widmete er seiner 12-jährigen Schwester Gracie Armstrong. Kurz darauf erschien im deutschsprachigen Raum die Single Bamba des deutschen Rappers Luciano, bei der er neben der US-Rapperin Bia als Gast vertreten war. In Deutschland, Österreich und der Schweiz erreichte das Lied Platz 1.

## Diskografie

### Alben
| Jahr | Titel         | Höchstplatzierung, Gesamtwochen, AuszeichnungChartplatzierungen (Jahr, Titel, Platzierungen, Wochen, Auszeichnungen, Anmerkungen) | Höchstplatzierung, Gesamtwochen, AuszeichnungChartplatzierungen (Jahr, Titel, Platzierungen, Wochen, Auszeichnungen, Anmerkungen) | Anmerkungen                             |
| Jahr | Titel         | CH | UK | Anmerkungen                             |
| ---- | ------------- | --- | --- | --------------------------------------- |
| 2019 | Aitch2O       | — | UK3 Silber · (12 Wo.)UK | Erstveröffentlichung: 6. September 2019 |
| 2020 | Polaris       | — | UK7 (3 Wo.)UK | Erstveröffentlichung: 29. Mai 2020      |
| 2022 | Close to Home | CH73 (1 Wo.)CH | UK2 Silber · (4 Wo.)UK | Erstveröffentlichung: 19. August 2022   |
| 2025 | 4             | — | UK7 (1 Wo.)UK | Erstveröffentlichung: 20. Juni 2025     |

Weitere Alben
- 2017: On Your Marks
- 2023: Lost Files

### Singles
| Jahr | Titel Album                   | Höchstplatzierung, Gesamtwochen, AuszeichnungChartplatzierungen (Jahr, Titel, Album, Platzierungen, Wochen, Auszeichnungen, Anmerkungen) | Höchstplatzierung, Gesamtwochen, AuszeichnungChartplatzierungen (Jahr, Titel, Album, Platzierungen, Wochen, Auszeichnungen, Anmerkungen) | Höchstplatzierung, Gesamtwochen, AuszeichnungChartplatzierungen (Jahr, Titel, Album, Platzierungen, Wochen, Auszeichnungen, Anmerkungen) | Höchstplatzierung, Gesamtwochen, AuszeichnungChartplatzierungen (Jahr, Titel, Album, Platzierungen, Wochen, Auszeichnungen, Anmerkungen) | Anmerkungen                                                        |
| Jahr | Titel Album                   | DE | AT | CH | UK | Anmerkungen                                                        |
| --- | ----------------------------- | --- | --- | --- | --- | ------------------------------------------------------------------ |
| 2018 | Daily Duppy –                 | — | — | — | UK99 Silber · (1 Wo.)UK | Erstveröffentlichung: 12. November 2018                            |
| 2019 | On the Way Home –             | — | — | — | UK73 Silber · (3 Wo.)UK | Erstveröffentlichung: 1. Mai 2019 Jaykae & Aitch feat. Bowzer Boss |
| 2019 | Taste (Make It Shake) Aitch20 | — | — | — | UK2 ×2Doppelplatin · (19 Wo.)UK | Erstveröffentlichung: 31. Juli 2019                                |
| 2019 | Buss Down Aitch20             | — | — | — | UK8 Platin · (17 Wo.)UK | Erstveröffentlichung: 2. September 2019 feat. Ziezie               |
| 2019 | Already Aitch20               | — | — | — | UK43 (2 Wo.)UK | Erstveröffentlichung: 5. September 2019 feat. Tyreezy              |
| 2020 | Mice –                        | — | — | — | UK34 (3 Wo.)UK | Erstveröffentlichung: 19. Februar 2020                             |
| 2020 | Rain Polaris                  | — | — | — | UK3 ×2Doppelplatin · (24 Wo.)UK | Erstveröffentlichung: 5. März 2020 mit AJ Tracey & Tay Keith       |
| 2020 | Raw Polaris                   | — | — | — | UK57 (2 Wo.)UK | Erstveröffentlichung: 21. Mai 2020                                 |
| 2020 | 30 Polaris                    | — | — | — | UK36 (4 Wo.)UK | Erstveröffentlichung: 28. Mai 2020 mit Jaykae feat. Bowzer Boss    |
| 2021 | Learning Curve –              | — | — | — | UK27 Silber · (6 Wo.)UK | Erstveröffentlichung: 24. Juni 2021                                |
| 2021 | GSD –                         | — | — | — | UK52 (1 Wo.)UK | Erstveröffentlichung: 12. August 2021                              |
| 2021 | Party Round My Place –        | — | — | — | UK56 (2 Wo.)UK | Erstveröffentlichung: 23. September 2021 mit Avelino & Toddla T    |
| 2022 | War Pier Pressure             | — | — | — | UK6 Silber · (9 Wo.)UK | Erstveröffentlichung: 3. Februar 2022 mit ArrDee                   |
| 2022 | Baby Close to Home            | — | — | — | UK2 Platin · (24 Wo.)UK | Erstveröffentlichung: 20. März 2022 feat. Ashanti                  |
| 2022 | Just Coz –                    | — | — | — | UK42 (3 Wo.)UK | Erstveröffentlichung: 28. April 2022 mit Giggs                     |
| 2022 | 1989 Close to Home            | — | — | — | UK23 (8 Wo.)UK | Erstveröffentlichung: 20. Mai 2022                                 |
| 2022 | Psycho Unhealthy (Deluxe)     | — | — | — | UK5 Platin · (25 Wo.)UK | Erstveröffentlichung: 16. September 2022 mit Anne-Marie            |
| 2023 | Tip Toes –                    | — | — | — | UK52 (2 Wo.)UK | Erstveröffentlichung: 7. September 2023 mit Clavish                |
| 2024 | Famous Girl –                 | — | — | — | UK78 (1 Wo.)UK | Erstveröffentlichung: 25. April 2024                               |
| 2024 | Baddies –                     | DE6 (10 Wo.)DE | AT7 (6 Wo.)AT | CH5 (5 Wo.)CH | — | Erstveröffentlichung: 6. Juni 2024 feat. Luciano                   |
| 2024 | Gold Mine –                   | — | — | — | UK71 (1 Wo.)UK | Erstveröffentlichung: 25. Juli 2024 feat. D-Block Europe           |
| 2025 | Raving in the Studio –        | — | — | — | UK22 (9 Wo.)UK | Erstveröffentlichung: 17. Januar 2025 feat. Bou                    |
| 2025 | A Guy Called? –               | — | — | — | UK25 (4 Wo.)UK | Erstveröffentlichung: 24. Januar 2025                              |
| Folgende Lieder erschienen nicht als Single, wurden aber durch das Album zum Download und Streaming bereitgestellt und konnten somit eine Platzierung erlangen: |                               | | | | |                                                                    |
| |                               | | | | |                                                                    |
| 2020 | Safe to Say Polaris           | — | — | — | UK56 Silber · (4 Wo.)UK |                                                                    |
| 2022 | My G Close to Home            | — | — | — | UK6 Gold · (13 Wo.)UK | feat. Ed Sheeran                                                   |

Weitere Singles
- 2018: Blitzed (feat. Kay Rico)
- 2018: Vibsing
- 2018: Trust Me
- 2018: Straight Rhymez (UK: Silber)
- 2018: Miss Me with It
- 2018: Wait

### Singles als Gastmusiker
| Jahr | Titel Interpreten                          | Höchstplatzierung, Gesamtwochen, AuszeichnungChartplatzierungen (Jahr, Titel, Interpreten, Platzierungen, Wochen, Auszeichnungen, Anmerkungen) | Höchstplatzierung, Gesamtwochen, AuszeichnungChartplatzierungen (Jahr, Titel, Interpreten, Platzierungen, Wochen, Auszeichnungen, Anmerkungen) | Höchstplatzierung, Gesamtwochen, AuszeichnungChartplatzierungen (Jahr, Titel, Interpreten, Platzierungen, Wochen, Auszeichnungen, Anmerkungen) | Höchstplatzierung, Gesamtwochen, AuszeichnungChartplatzierungen (Jahr, Titel, Interpreten, Platzierungen, Wochen, Auszeichnungen, Anmerkungen) | Anmerkungen                                                  |
| Jahr | Titel Interpreten                          | DE | AT | CH | UK | Anmerkungen                                                  |
| --- | ------------------------------------------ | --- | --- | --- | --- | ------------------------------------------------------------ |
| 2019 | Strike a Pose Young T & Bugsey feat. Aitch | — | — | — | UK9 ×2Doppelplatin · (27 Wo.)UK | Erstveröffentlichung: 6. Juni 2019                           |
| 2019 | Kilos Bugzy Malone feat. Aitch             | — | — | — | UK20 Silber · (9 Wo.)UK | Erstveröffentlichung: 21. Juni 2019                          |
| 2019 | French Kisses Ziezie feat. Aitch           | — | — | — | UK3 Silber · (12 Wo.)UK | Erstveröffentlichung: 22. November 2019                      |
| 2020 | Ei8ht Mile Digdat feat. Aitch              | — | — | — | UK9 Silber · (9 Wo.)UK | Erstveröffentlichung: 16. Januar 2020                        |
| 2020 | UFO D-Block Europe feat. Aitch             | — | — | — | UK11 Platin · (10 Wo.)UK | Erstveröffentlichung: 2. Oktober 2020                        |
| 2021 | House & Garage Morrisson feat. Aitch       | — | — | — | UK46 (5 Wo.)UK | Erstveröffentlichung: 27. Mai 2021                           |
| 2021 | Bad Pa Salieu feat. Aitch                  | — | — | — | UK82 (1 Wo.)UK | Erstveröffentlichung: 14. Oktober 2021                       |
| 2022 | Bamba Luciano feat. Aitch & Bia            | DE1 Platin · (50 Wo.)DE | AT1 Platin · (41 Wo.)AT | CH1 (37 Wo.)CH | — | Erstveröffentlichung: 22. September 2022 Verkäufe: + 430.000 |
| 2022 | Let’s Go Tion Wayne feat. Aitch            | — | — | — | UK30 (6 Wo.)UK | Erstveröffentlichung: 7. Oktober 2022                        |
| 2023 | Scary A1 x J1 feat. Aitch                  | — | — | — | UK88 (1 Wo.)UK | Erstveröffentlichung: 20. Oktober 2023                       |
| Folgende Lieder erschienen nicht als Single, wurden aber durch das Album zum Download und Streaming bereitgestellt und konnten somit eine Platzierung erlangen: |                                            | | | | |                                                              |
| |                                            | | | | |                                                              |
| 2020 | Parlez-vous anglais Headie One feat. Aitch | — | — | — | UK24 (1 Wo.)UK |                                                              |

Weitere Gastbeiträge
- 2019: Keisha & Becky (Remix)  (Russ & Tion Wayne feat. Swarmz, Savo, Jay1 & Aitch)
- 2019: Take Me Back to London (Sir Spyro Remix)  (Ed Sheeran feat. Stormzy, Jaykae & Aitch)
- 2019: Pop Boy (Stormzy feat. Aitch; UK: Silber)
- 2020: Kids to Adults (Tasha feat. Aitch)
- 2020: 12:12 AM – Patients (Fucking Up a Friday) (Everything Is Recorded feat. Aitch & Infinite Coles)
- 2020: Goyard Batman (The Plug feat. Lil Pump & Aitch)
- 2024: Bridges (Ezhel feat. Aitch)

## Auszeichnungen für Musikverkäufe
| Goldene Schallplatte - Dänemark - 2025: für die Single Rain - Italien - 2024: für die Single Taste (Make It Shake) - Neuseeland - 2025: für die Single Psycho | Platin-Schallplatte - Australien - 2021: für die Single Rain - 2023: für die Single Baby |

Anmerkung: Auszeichnungen in Ländern aus den Charttabellen bzw. Chartboxen sind in ebendiesen zu finden.
| Land/RegionAuszeichnungen für Musikverkäufe (Land/Region, Auszeichnungen, Verkäufe, Quellen) | Silber       | Gold     | Platin       | Verkäufe  | Quellen           |
| -------------------------------------------------------------------------------------------- | ------------ | -------- | ------------ | --------- | ----------------- |
| Australien (ARIA)                                                                            | —            | —        | 2× Platin2   | 140.000   | aria.com.au       |
| Dänemark (IFPI)                                                                              | —            | Gold1    | —            | 45.000    | ifpi.dk           |
| Deutschland (BVMI)                                                                           | —            | —        | Platin1      | 400.000   | musikindustrie.de |
| Italien (FIMI)                                                                               | —            | Gold1    | —            | 50.000    | fimi.it           |
| Neuseeland (RMNZ)                                                                            | —            | Gold1    | —            | 15.000    | radioscope.co.nz  |
| Österreich (IFPI)                                                                            | —            | —        | Platin1      | 30.000    | ifpi.at           |
| Vereinigtes Königreich (BPI)                                                                 | 12× Silber12 | Gold1    | 10× Platin10 | 8.520.000 | bpi.co.uk         |
| Insgesamt                                                                                    | 12× Silber12 | 4× Gold4 | 14× Platin14 |           |                   |